# An Awesome Wave
An Awesome Wave (с англ. — «Потрясающая волна») — дебютный студийный альбом британской инди-рок-группы alt-J, выпущенный 25 мая 2012 года лейблом Infectious Records. Альбом достиг 13-й строчки чарта UK Albums Chart, а также смог пробиться в чарты Бельгии, Франции, Нидерландов и Швейцарии. An Awesome Wave выиграл премию Barclaycard Mercury Prize в 2012 году, а также был удостоен награды Ivor Novello Awards в 2013 году.

## Обложка альбома
Обложка альбома представляет собой многослойный кадр, полученный с помощью съемочного радара, на котором изображена дельта Ганга в Бенгалии. Каждый слой изображения был сделан в разное время спутником «Энвисат» Европейского Космического Агентства. Готовое изображение называется «Гангейская ослепительная дельта» (англ. Ganges' Dazzling Delta). Многообразие цветов обусловлено различным радиоволновым фоном, запечатлённым на трёх разных снимках.

## Критика
| Совокупная оценка | Совокупная оценка |
| Источник          | Оценка            |
| ----------------- | ----------------- |
| Metacritic        | 71/100            |
| Оценки критиков   |                   |
| Источник          | Оценка            |
| AllMusic          | [ 4 ]             |
| The A.V. Club     | C                 |
| Clash             | 9/10              |
| Drowned in Sound  | 8/10              |
| MSN Music         | B+                |
| NME               | 8/10              |
| Pitchfork Media   | 4.8/10            |
| PopMatters        | [ 11 ]            |
| Q                 | [ 12 ]            |
| Rolling Stone     | [ 13 ]            |

В основном критики высказались об альбоме положительно. На агрегаторе оценок Metacritic An Awesome Wave имеет 71 балл из 100, основанный на 20 рецензиях.
Критиками было отмечено смешение жанров в альбоме. Так, Дженни Стивенс из NME заявила, что alt-J, отказавшись подчиниться устоям жанра, стали «мастерами своего собственного». Энди Бабер из musicOMH высказал мнение, что alt-J заметно выделились на фоне других дебютантов 2012 года. Также Энди сравнил группу с Radiohead, отметив умение музыкантов совмещать множество стилей и инструментов. Критик Pitchfork Лаура Снейпс посчитала, что сравнение с Radiohead больше говорит о «снижении стандартов [индустрии]». Лаура добавила, что пятилетняя работа alt-J над альбомом отчётливо видна в перегруженности музыки, превратившейся за годы записи в «первичную пасту».
Рецензент BBC Music Джен Лонг, в свою очередь, заявила, что сравнивать alt-J с другими группами нет смысла. По мнению Джен, An Awesome Wave удалось уместить в себе разнообразные идеи и жанры, оставшись при этом полностью доступным для восприятия. Рут Синглтон из Drowned in Sound отметил, что каждая песня альбома по-своему выделяется, включая три интерлюдии. Синглтон резюмировал, что An Awesome Wave стал успешным дебютом, раскрывшим талант музыкантов. Редакция журнала Clash сравнила альбом с дебютом группы The xx — обе работы, по мнению редакции, хотя и являются дебютными, представили авторов как опытных музыкантов.
Джон О’Брайен, рецензент ресурса Allmusic, высказал мнение, что An Awesome Wave, несмотря на некоторую претенциозность, стал амбициозным дебютом, «вдохнувшим новую жизнь в жанр». Негативно об альбоме высказался редактор журнала Mojo, по мнению которого эксперимент музыкантов увенчался созданием «напыщенной причуды».

## Коммерческий успех
An Awesome Wave занял девятнадцатую строчку UK Albums Chart и был продан в количестве 6720 копий. После награждения Mercury Prize альбом приобрёл бо́льшую популярность и достиг 13 позиции в британском чарте — продажи составили 13 527 копий. 2 августа 2013 года An Awesome Wave был сертифицирован как платиновый Британской ассоциацией производителей фонограмм, что означало продажу более 300 000 копий альбома. В том же году альбом был удостоен награды Ivor Novello Awards. В Канаде альбом дебютировал на 30-й позиции Canadian Albums Chart с проданными 1800 копиями дисков. An Awesome Wave вошёл в Billboard 200 6 октября 2012, заняв 134-ю строчку. Через шесть месяцев 4 мая того же года альбом поднялся до 80-й позиции.

## Список композиций
Слова и музыка всех песен — Джо Ньюмана, Гаса Ангер-Гамильтона, Гвила Сайнсбера и Тома Грина.
| №   | Название                                                                          | Длительность |
| --- | --------------------------------------------------------------------------------- | ------------ |
| 1.  | «Intro»                                                                           | 2:37         |
| 2.  | «❦ [The Ripe & Ruin]»                                                             | 1:12         |
| 3.  | «Tessellate»                                                                      | 3:02         |
| 4.  | «Breezeblocks»                                                                    | 3:47         |
| 5.  | «❦ [Guitar]»                                                                      | 1:17         |
| 6.  | «Something Good»                                                                  | 3:38         |
| 7.  | «Dissolve Me»                                                                     | 3:59         |
| 8.  | «Matilda»                                                                         | 3:48         |
| 9.  | «Ms»                                                                              | 3:59         |
| 10. | «Fitzpleasure»                                                                    | 3:39         |
| 11. | «❦ [Piano]»                                                                       | 0:53         |
| 12. | «Bloodflood»                                                                      | 4:09         |
| 13. | «Taro» (заканчивается на 5:04; на 10:04 начинает играть скрытый трек «Hand-Made») | 12:41        |

## Участники записи
alt-J
- Джо Ньюман — вокал, гитара;
- Гас Ангер-Гамильтон — вокал, клавишные;
- Том Грин — барабаны;
- Гвил Сайнсбери — бас-гитара;

Другие
- Чарли Эндрю[англ.] — продюсирование;
- Марк Бишоп (англ. Mark Bishop) — продюсирование «Hand-Made»;
- Дик Битам (англ. Dick Beetham) — мастеринг;
- Рэйчел Ландер (англ. Rachael Lander) — виолончель;
- Кристи Манган (англ. Kirsty Mangan) — аранжировка струнных инструментов (все треки), скрипка («Tessellate», «Taro»);
- Хор школы Святого Ронана[англ.] — дополнительный вокал («Bloodflood», «Taro»);

## Релизы
| Страна         | Дата                  | Формат                       | Лейбл                        |
| -------------- | --------------------- | ---------------------------- | ---------------------------- |
| United Kingdom | 25 мая 2012 года      | Цифровая дистрибуция         | Infectious Music             |
| United Kingdom | 28 мая 2012 года      | CD, LP                       | Infectious Music             |
| United States  | 18 сентября 2012 года | CD, LP, Цифровая дистрибуция | Canvasback, Atlantic Records |

## Чарты
| Чарт                            | Высшая позиция |
| ------------------------------- | -------------- |
| Australian Albums Chart         | 9              |
| Australian Dance Albums Chart   | 2              |
| Belgian Albums Chart (Фландрия) | 17             |
| Belgian Albums Chart (Валлония) | 51             |
| Danish Albums Chart             | 34             |
| Dutch Albums Chart              | 18             |
| French Albums Chart             | 45             |
| Irish Albums Chart              | 11             |
| Irish Independent Albums Chart  | 1              |
| New Zealand Albums Chart        | 24             |
| Scottish Albums Chart           | 17             |
| Swiss Albums Chart              | 39             |
| UK Albums Chart                 | 13             |
| UK Indie Albums Chart           | 1              |
| US Billboard 200                | 80             |
| US Alternative Albums           | 18             |
| US Rock Albums                  | 25             |

| Чарт (2012)                     | Позиция |
| ------------------------------- | ------- |
| Australian Dance Albums Chart   | 20      |
| Belgian Albums Chart (Фландрия) | 97      |

| Чарт (2013)                     | Позиция |
| ------------------------------- | ------- |
| Australian Albums Chart         | 48      |
| Australian Dance Albums Chart   | 6       |
| Belgian Albums Chart (Фландрия) | 48      |
| Belgian Albums Chart (Валлония) | 173     |
| US Billboard 200                | 150     |
| US Alternative Albums           | 32      |
| US Rock Albums                  | 36      |

### Сертификации
| Регион | Сертификация | Продажи   |
| --- | ------------ | --------- |
| Австралия (ARIA) | Платиновый   | 70 000^   |
| Канада (Music Canada) | Золотой      | 40 000^   |
| Италия (FIMI) | Золотой      | 25 000    |
| Нидерланды (NVPI) | Платиновый   | 50 000    |
| Великобритания (BPI) | Платиновый   | 384,346   |
| США (RIAA) | Платиновый   | 1 000 000 |
| ^ Данные о тиражах приведены только на основе сертификации. · Данные о продажах + прослушиваниях приведены только на основе сертификации. |              |           |